# Nombre premier pythagoricien
Ne doit pas être confondu avec Nombre de Pythagore ou Constante de Pythagore.

Le nombre premier pythagoricien 5 et sa racine carrée sont tous deux les hypoténuses d'un triangle rectangle à cathètes entières. Les formules montrent comment transformer tout triangle rectangle à cathètes entières d'hypoténuse z en un triangle rectangle à cathètes entières d'hypoténuse z.

En arithmétique, on appelle parfois nombre premier de Pythagore (ou nombre premier pythagoricien)[réf. souhaitée] un nombre premier p qui est l'hypoténuse d'un triangle rectangle à côtés entiers, c'est-à-dire (théorème de Pythagore) :
D'après la caractérisation des  triplets pythagoriciens primitifs, les nombres premiers de Pythagore sont donc les nombres premiers impairs sommes de deux carrés :
c'est-à-dire, par le théorème des deux carrés de Fermat dans le cas des nombres premiers, les nombres premiers congrus à 1 modulo 4 :
Par exemple, le nombre premier 5 est de Pythagore : 52 = 32 + 42, 5 = 12 + 22, 5 = 4×1 + 1.

## Valeurs et densité
Les dix premiers nombres premiers de Pythagore sont 5, 13, 17, 29, 37, 41, 53, 61, 73 et 89.
Il y a une infinité de nombres premiers de chacune des deux formes, 4k + 1 et 4k + 3 : on peut invoquer le théorème de la progression arithmétique ou, plus élémentairement, adapter la méthode du théorème d'Euclide sur les nombres premiers :
Plus précisément, il y a, parmi les entiers inférieurs à n, approximativement autant de nombres premiers de la forme 4k + 1 que de nombres premiers de la forme 4k + 3. Cependant, il y en a souvent légèrement moins ; ce phénomène est connu sous le nom de « biais de Tchebychev ».

## Représentation de la somme de deux carrés
L'équivalence entre les trois caractérisations ci-dessus des nombres premiers de Pythagore n'est valide que pour p premier. Par exemple, toute somme impaire de deux carrés est congrue à 1 modulo 4, mais il existe des nombres composés, comme 21, qui sont congrus à 1 modulo 4 sans être sommes de deux carrés.
Si un entier (non nécessairement premier) est somme de deux carrés alors son carré l'est aussi. Plus généralement, si deux entiers sont sommes de deux carrés, alors leur produit est aussi somme de deux carrés, d'après l'identité de Diophante. Une interprétation de cette identité remarquable met en jeu les entiers de Gauss (les nombres complexes dont la partie réelle et la partie imaginaire sont deux entiers relatifs).
La norme d'un entier de Gauss {\displaystyle x+y{\rm {i}}} est l'entier {\displaystyle (x+y{\rm {i}})(x-y{\rm {i}})=x^{2}+y^{2}}.
Ainsi, l'ensemble des sommes de deux carrés coïncide avec l'ensemble des normes d'entiers de Gauss, qui est stable par produits.
Un nombre premier de Pythagore n'est pas un nombre premier de Gauss, car il peut se factoriser sous la forme
{\displaystyle p=x^{2}+y^{2}=(x+y{\rm {i}})(x-y{\rm {i}}).}
De même, son carré a une autre factorisation que celle dans l'anneau des entiers relatifs :
{\displaystyle p^{2}=(x+y{\rm {i}})^{2}(x-y{\rm {i}})^{2}=(a+b{\rm {i}})(a-b{\rm {i}})=a^{2}+b^{2}\quad {\text{avec}}\quad a=x^{2}-y^{2}\quad {\text{et}}\quad b=2xy.}